# Párychy
Párychy (bielorruso: Па́рычы) o Párichi (ruso: Па́ричи) es un asentamiento de tipo urbano de Bielorrusia, perteneciente al distrito de Svetlahorsk en la provincia de Gómel.
En 2022, el asentamiento tenía una población de 1852 habitantes. Es sede de un consejo rural que incluye 14 pedanías y tiene una población total de unos tres mil setecientos habitantes.
Se conoce la existencia de la localidad desde 1639, cuando era un pueblo del voivodato de Minsk en la República de las Dos Naciones. En la partición de 1793 pasó a formar parte del Imperio ruso, que lo incluyó en el uyezd de Babruisk de la gobernación de Minsk. La RSS de Bielorrusia le dio el estatus de capital distrital en 1924 y el de asentamiento de tipo urbano en 1938. En 1960 trasladó la capital del distrito de Párychy al vecino pueblo de "Shatsilki", que fue notablemente urbanizado por los soviéticos para formar allí la actual ciudad de Svetlahorsk.
Se ubica a orillas del río Berézina, unos 25 km al noroeste de la capital distrital Svetlahorsk, sobre la carretera P82 que continúa hacia al suroeste hasta Aktsiabrski. La carretera P82 se cruza aquí con la carretera P31, que une Babruisk con Mazyr, y con la carretera P90, que lleva a las afueras de Zhlobin.